# Kościół św. Piotra w Leicesterze (katolicki)
Kościół Św. Piotra (ang. St Peter's Church) – kościół katolicki zbudowany XII lub XIII wieku w mieście Leicester w Wielkiej Brytanii. Pierwsze wzmianki o kościele pochodzą z 1168 r. Kościół położony w dzielnicy Braunstone.
Budynek kościoła składa się z niewielkiej kwadratowej wieży, nawy i prezbiterium. Pierwsza renowacja kościoła odbyła się w 1867 r. Zmieniono dach i przeprowadzono kilka drobnych renowacji. W 1937 kościół stał się parafią w dzielnicy Braunstone. Wokół kościoła znajduje się cmentarz, ostatnie pochówki odbyły się w latach sześćdziesiątych XX wieku. Kościół znajduje się przy ulicy Woodshawe Rise.

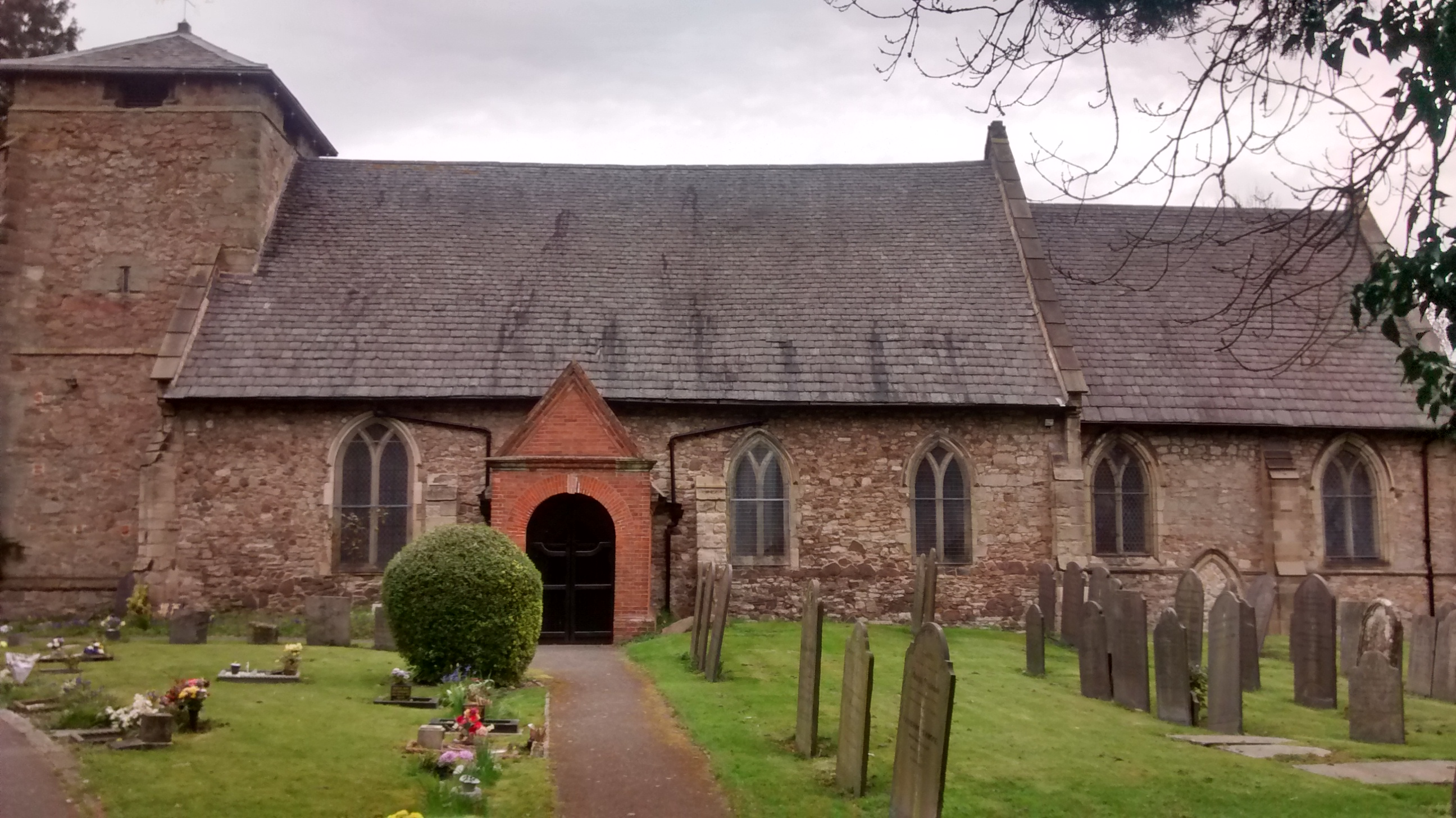
Kościół Św. Piotra od strony wschodniej
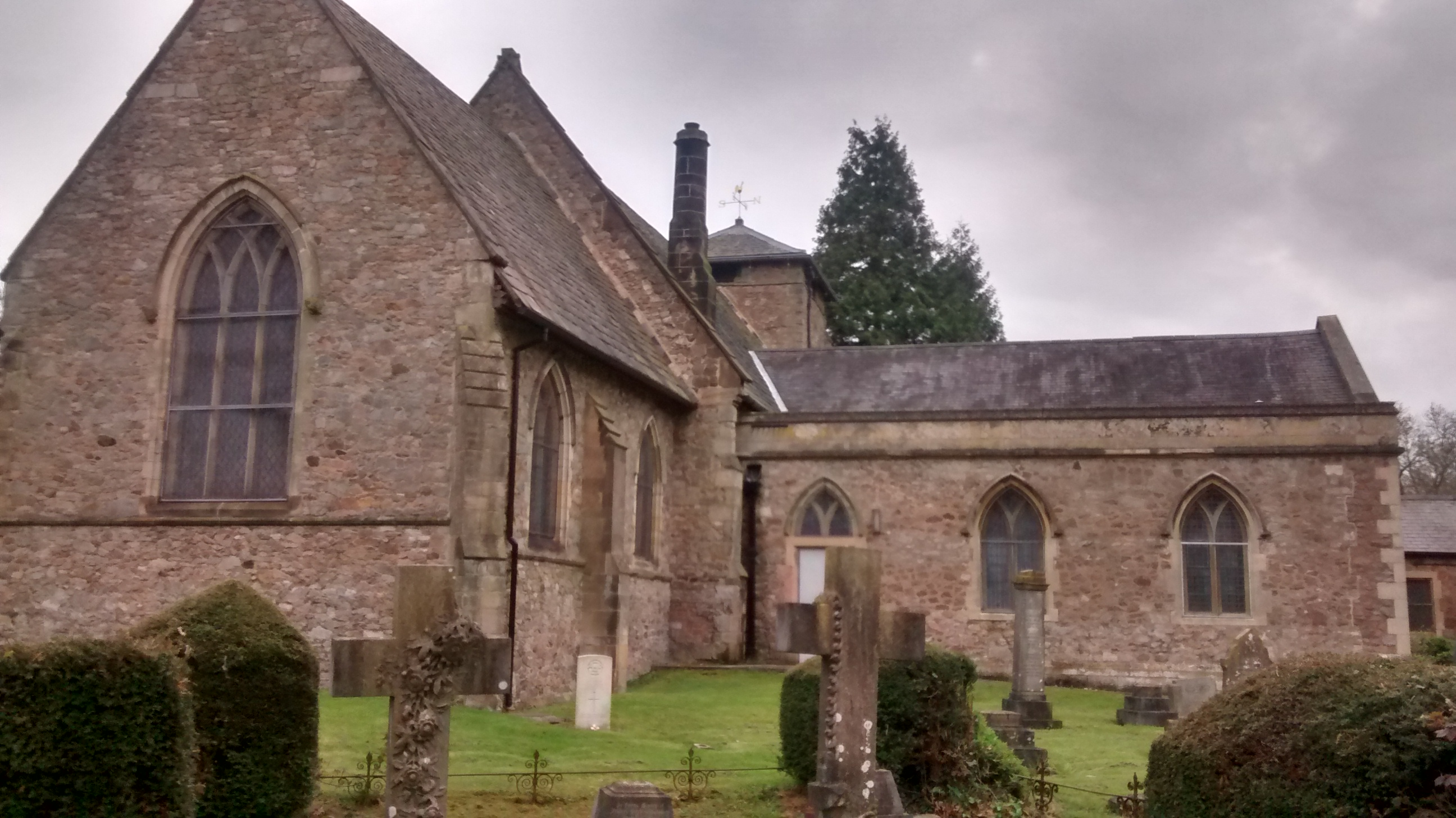
Kościół od strony północnej (04.2016)
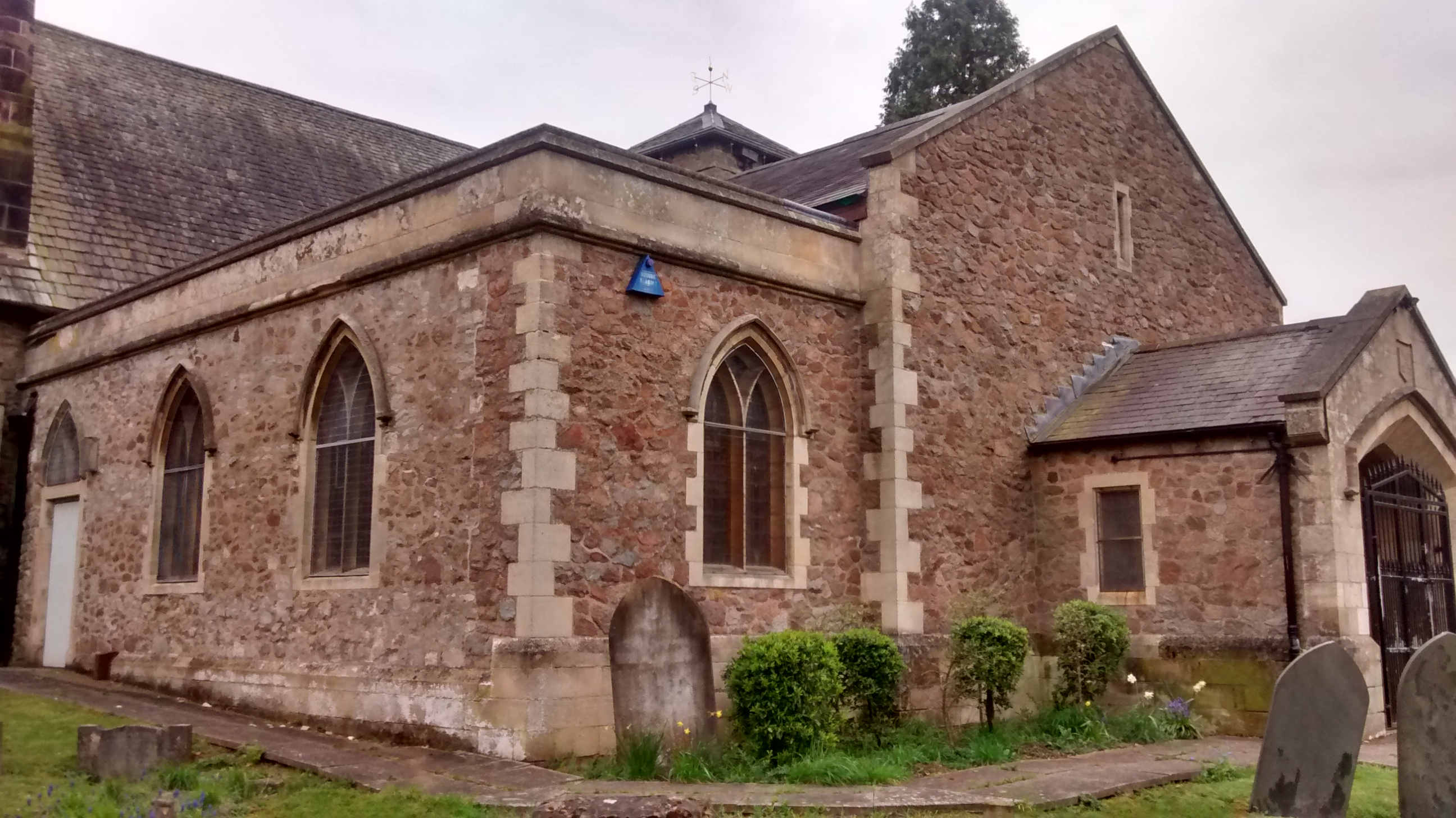
Kościół Św. Piotra od strony zachodniej (04.2016)
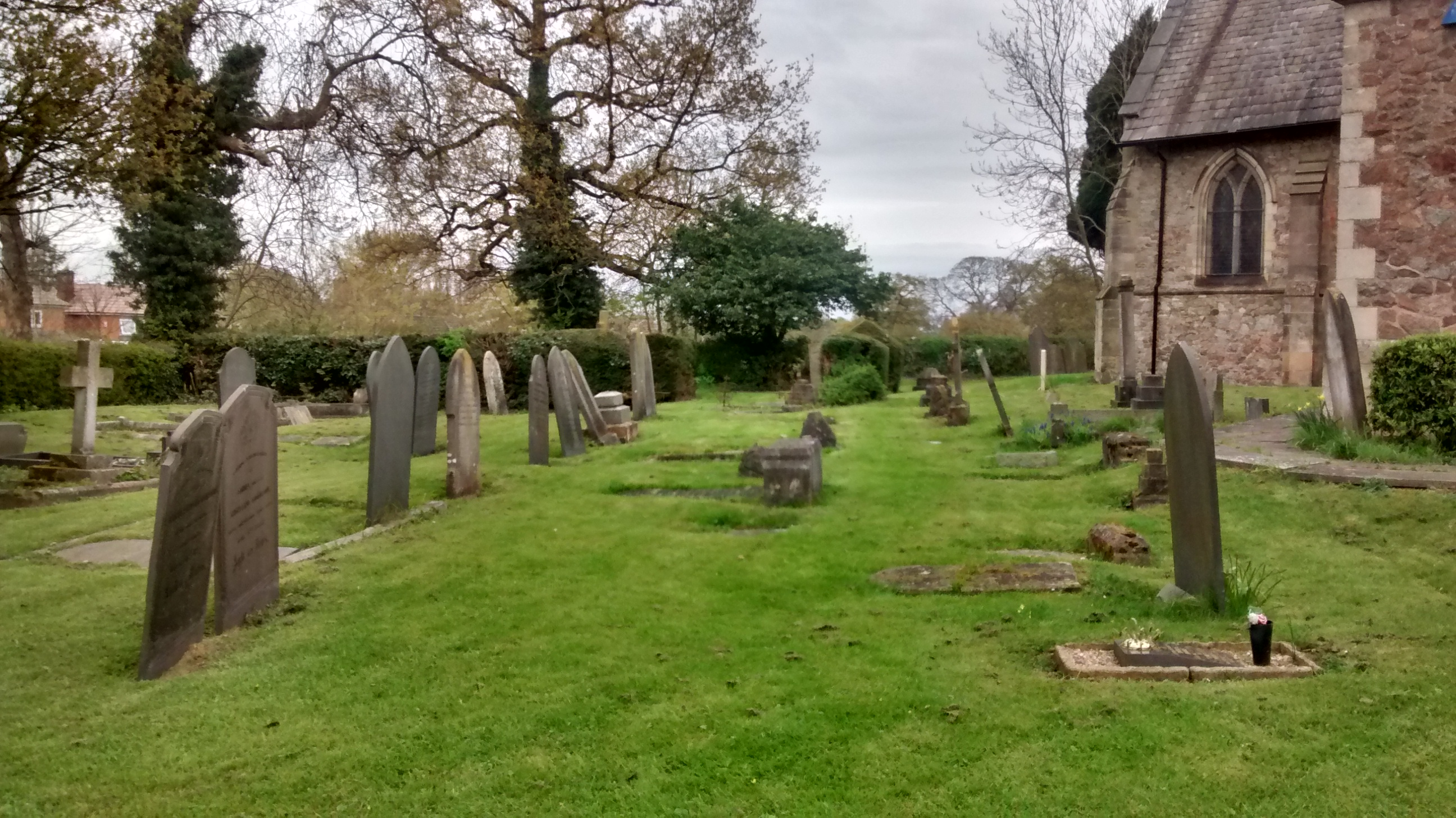
Przykościelny cmentarz
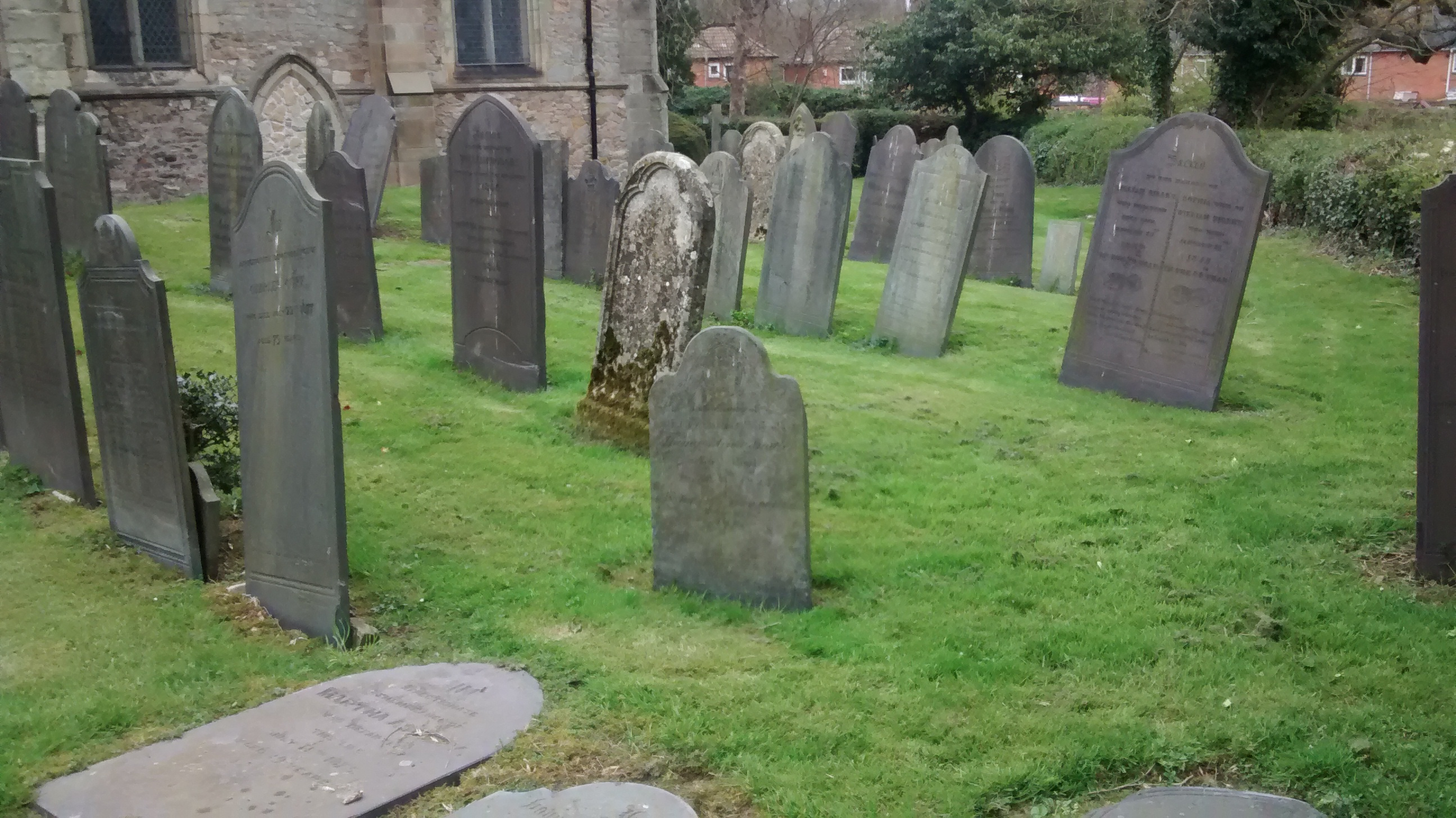
Cmentarz przy Kościele Św. Piotra